# Medalla Mozart (México)
La Medalla Mozart es un premio de música mexicano, administrado por la embajada de Austria y por la Academia Medalla Mozart, A.C., cuyo presidente al 2019 es Fernando Lozano Rodríguez, director de orquesta, y cuyo coordinador general es, a esta misma fecha, Leonardo Villeda, tenor mexicano (ambos acreedores a la medalla, en 1994 y en 1997, respectivamente). En el pasado, el Instituto Cultural Domecq también la concedía.
Se estableció en 1991, en el 200.º aniversario de la muerte de Wolfgang Amadeus Mozart, y se ha venido entregando anualmente (salvo dos años, cuando falleció Héctor Quintanar, uno de los miembros del jurado, quien fue suplido por Arturo Márquez) en el aniversario de su nacimiento (ocurrido en 1756).

## Galardonados
Entre los galardonados, se encuentran (en orden cronológico):

### 1991
- Plácido Domingo
- Enrique Batiz
- Manuel de Elías
- Mario Lavista
- Manuel Enríquez
- Luis Herrera de la Fuente
- Encarnación Vázquez
- Francisco Araiza

### 1993
- Niños Cantores de Viena

### 1994
- Fernando Lozano Rodríguez

### 1995
- Carlos Prieto

### 1996
- Grace Echauri
- María Granillo

### 1997
- Leonardo Villeda[5]

### 1998
- Julio Briseño (Capítulo de Excelencia)
- Samuel Zimman (Capítulo de excelencia)
- Carlos Miguel Prieto
- Luis Jaime Cortés
- Gabriela Jiménez
- Silvia Rizo

### 1999
- Javier Torres Maldonado

### 2000
- Javier Álvarez Fuentes (Capítulo de Excelencia)[6]
- Cuarteto Latinoamericano (Capítulo de Excelencia)
- Sebastian Kwapisz (Capítulo de Excelencia)

### 2001
- Horacio Uribe

### 2002
- Félix Carrasco-Córdova

### 2006
- Sergio Vela Martínez

### 2007
- Gordon Campell

### 2008
- Mario Kuri Aldana
- Rosendo Flores
- Gustavo Rivero Weber

### 2009
- Humberto Hernández Medrano
- Voz en Punto

### 2010
- Fernando de la Mora
- Luis Samuel Saloma

### 2012
- Ernesto de la Peña (Promoción, Preservación y Difusión de la Música Académica)
- Eva María Zuk (Categoría Intérprete)
- Guillermo Helguera (Categoría Mérito y Trayectoria)
- Rubén Islas Bravo (Categoría Mérito y Trayectoria)[7]

### 2013
- Nikola Popov (Mérito y Trayectoria)
- José Guadalupe Flores (Mérito y Trayectoria)[8]
- Víctor Rasgado (Intérprete)
- Eduardo Lizalde (Promoción, Preservación y Difusión de la Música Académica)
- Thomas Stanford (Promoción, Preservación y Difusión de la Música Académica)[9]

### 2015
- Luz María Puente (Mérito y Trayectoria)
- Gelya Dubrova (Mérito y Trayectoria)
- Nadia Stankovitch (Mérito y Trayectoria)
- Virgilio Valle (Mérito y Trayectoria)
- Alfredo Mendoza (Categoría Intérprete)
- Anatoly Zatin (Categoría Intérprete)
- Mateo Oliva (Reconocimiento Especial In Memoriam)

- Pepita Serrano (Promoción, Preservación y Difusión de la Música Académica)[10][11]

### 2016
- Conservatorio Nacional de Música (en homenaje a sus 150 años de existencia)[12]

### 2019
- Eduardo Diazmuñoz (Categoría Intérprete)
- Javier Camarena (Categoría Intérprete)
- Gina Enríquez (Categoría Intérprete)
- Julio Estrada (Categoría Mérito y Trayectoria)
- Clemente Sanabria (Categoría Mérito y Trayectoria)
- María Teresa Castrillón (Categoría Mérito y Trayectoria)
- Banda Sinfónica del Estado de Oaxaca (Categoría Promoción, Difusión y Preservación de la Música Académica)
- Jorge Altieri (Categoría Promoción, Difusión y Preservación de la Música Académica)
- Luis de Tavira (Categoría Promoción, Difusión y Preservación de la Música Académica)[4]